# 재번역
재번역은 A언어를 B언어로 번역했던것을 A언어로 번역하는 일이나, 한번 B언어로 번역됐던 글을 다시 B언어로 번역하는 일이다. 원본의 소실로 재번역하는 경우가 있다.

## 같이 보기
- 간접번역